# Хартинг, Кристоф
Кристоф Хартинг (нем. Christoph Harting, род. 10 апреля 1990 года, Котбус) — немецкий метатель диска, олимпийский чемпион 2016 года с результатом 68,37 м.

## Биография
Кристоф — младший брат олимпийского чемпиона 2012 года в метании диска Роберта Хартинга (род. 1984). Вне спорта Кристоф служит в федеральной полиции в ранге констебля.
Дебютировал на международных соревнованиях в 2011 году. Ни до, ни после победы на Олимпиаде 2016 в Рио-де-Жанейро не имел наград на крупных международных соревнованиях.

## Основные результаты
| Год  | Соревнование                                       | Место проведения         | Место  | Результат |
| ---- | -------------------------------------------------- | ------------------------ | ------ | --------- |
| 2011 | Чемпионат Европы по лёгкой атлетике среди молодёжи | Острава, Чехия           | 5      | 58.65 м   |
| 2013 | Чемпионат мира по лёгкой атлетике                  | Москва, Россия           | 13 (q) | 62.28 м   |
| 2015 | Чемпионат мира по лёгкой атлетике                  | Пекин, Китай             | 8      | 63.94 м   |
| 2016 | Чемпионат Европы по лёгкой атлетике                | Амстердам, Нидерланды    | 4      | 65.13 м   |
| 2016 | Летние Олимпийские игры                            | Рио-де-Жанейро, Бразилия | 1      | 68.37 м   |